# Europaparlamentsvalet i Tyskland 2014
Europaparlamentsvalet i Tyskland 2014 ägde rum söndagen den 25 maj 2014. I juni 2013 beslutade Tysklands förbundsdag att sänka spärren för att partier ska kunna erhålla mandat i valet från tidigare 5 procent till 3 procent med anledning av en dom från författningsdomstolen. I februari 2014 underkände författningsdomstolen även treprocentsspärren, vilket öppnade möjligheten för små partier att ta mandat.

## Opinionsmätningar
| Datum      | Opinionsmätning            | CDU         | CSU       | SPD         | FDP         | De Gröna    | Die Linke | AfD       | Mandat |
| ---------- | -------------------------- | ----------- | --------- | ----------- | ----------- | ----------- | --------- | --------- | ------ |
| 2014-02-21 | FG Wahlen                  | 41 (40 %)   | 41 (40 %) | 25 (24 %)   | 4 (4 %)     | 12 (12 %)   | 8 (8 %)   | 6 (6 %)   | 96     |
| 2014-02-14 | INSA                       | 40 (38 %)   | 40 (38 %) | 25 (25 %)   | 3 (3 %)     | 10 (10 %)   | 10 (10 %) | 8 (8 %)   | 96     |
| 2014-02-06 | Infratest                  | 39 (38 %)   | 39 (38 %) | 29 (29 %)   | 4 (4 %)     | 10 (10 %)   | 8 (8 %)   | 6 (6 %)   | 96     |
| 2014-01-26 | Emnid                      | 42 (42 %)   | 42 (42 %) | 26 (26 %)   | 3 (3 %)     | 10 (10 %)   | 8 (8 %)   | 7 (7 %)   | 96     |
| 2009-06-07 | Europaparlamentsvalet 2009 | 34 (30,7 %) | 8 (7,2 %) | 23 (20,8 %) | 12 (11,0 %) | 14 (12,1 %) | 8 (7,5 %) | 0 (0,0 %) | 99     |

## Valresultat
|                                                                                                |         |  |            |        |
|                                                                                                | Andel   |  | Antal      | Mandat |
| CDU                                                                                            | 30,02 % |  | 8 807 500  | 29     |
| CDU                                                                                            | –0,63 % |  | +736 109   | –5     |
| Socialdemokraterna                                                                             | 27,27 % |  | 7 999 955  | 27     |
| Socialdemokraterna                                                                             | +6,48 % |  | +2 527 389 | +4     |
| Allians 90/De gröna                                                                            | 10,70 % |  | 3 138 201  | 11     |
| Allians 90/De gröna                                                                            | –1,44 % |  | –56 308    | –3     |
| Die Linke                                                                                      | 7,39 %  |  | 2 167 641  | 7      |
| Die Linke                                                                                      | –0,09 % |  | +198 402   | –1     |
| Alternativ för Tyskland                                                                        | 7,04 %  |  | 2 065 162  | 7      |
| Alternativ för Tyskland                                                                        | +7.04 % |  | +2 065 162 | +7     |
| CSU                                                                                            | 5,34 %  |  | 1 567 258  | 5      |
| CSU                                                                                            | –1,86 % |  | –329 504   | –3     |
| FDP                                                                                            | 3,36 %  |  | 986 253    | 3      |
| FDP                                                                                            | –7,61 % |  | –1 901 831 | –9     |
| Freie Wähler                                                                                   | 1,46 %  |  | 428 524    | 1      |
| Freie Wähler                                                                                   | –0,22 % |  | –14 055    | +1     |
| Piratpartiet                                                                                   | 1,45 %  |  | 424 510    | 1      |
| Piratpartiet                                                                                   | +0,58 % |  | +195 046   | +1     |
| Tierschutzpartei                                                                               | 1,25 %  |  | 366 303    | 1      |
| Tierschutzpartei                                                                               | +0,15 % |  | +76 609    | +1     |
| NPD                                                                                            | 1,03 %  |  | 300 815    | 1      |
| NPD                                                                                            | +1,03 % |  | +300 815   | +1     |
| Tysklands familjeparti                                                                         | 0,69 %  |  | 202 871    | 1      |
| Tysklands familjeparti                                                                         | –0,27 % |  | –49 250    | +1     |
| ÖDP                                                                                            | 0,63 %  |  | 185 119    | 1      |
| ÖDP                                                                                            | +0,12 % |  | +50 226    | +1     |
| Die Partei                                                                                     | 0,63 %  |  | 184 525    | 1      |
| Die Partei                                                                                     | +0,63 % |  | +184 525   | +1     |
| Övriga partier och kandidater                                                                  | 1,76 %  |  | 516 063    | 0      |
| Övriga partier och kandidater                                                                  | –3,91 % |  | –976 079   | ±0     |
| Ogiltiga och blanka röster                                                                     | 1,66 %  |  | 496 216    | 0      |
| Ogiltiga och blanka röster                                                                     | –0,53 % |  | –93 954    | ±0     |
| Valdeltagande                                                                                  | 48,12 % |  | 29 836 916 | 96     |
| Valdeltagande                                                                                  | +4,85 % |  | +2 913 302 | –3     |
| Antal röstberättigade 62 004 092 34 EPP 27 S&D 08 ECR 04 ALDE 13 G/EFA 08 GUE/NGL 00 EFD 02 NI |         |  |            |        |

Källa: